# Pierre Buser
Pierre Buser, né le 19 août 1921 à Strasbourg et mort le 29 décembre 2013 à Paris, était un chercheur en neurobiologie français, membre de l'Académie des Sciences (France) depuis 1988 et de l'Observatoire National de la Lecture.

## Biographie
Il fait ses études à l’École Normale Supérieure (promotion 1941) et obtient l'agrégation de sciences naturelles en 1945.
Il rejoint ensuite les équipes d'Alfred Fessard à l'institut Marey
Pierre Buser était professeur émérite à l’Université Pierre-et-Marie-Curie où il  a créé et dirigé l’institut des neurosciences  du CNRS. Catherine Vidal a été son étudiante durant son doctorat.

## Récompenses

### Distinctions
- Prix Laborde de la Société de biologie (1955)
- Prix Pourat de l'Académie des sciences (1958)
- Prix Bing de l'Académie suisse des sciences médicales (1961)
- Prix Leconte de l'Académie des sciences (1975)
- Prix international de la fondation Fyssen (1986)

### Décorations
- Officier de la Légion d'honneur (2006)[4]
- Commandeur de l’ordre national du Mérite[5]
- Commandeur de l’ordre des palmes académiques